# 아시아 기자 협회
아시아기자협회(AJA, Asia Journalist Association)는 아시아 기자들을 중심으로 조직된 협회이다.

## 창립
2004년 11월, 한국, 중국, 일본, 몽골 등 동아시아 국가와 싱가포르, 인도네시아, 말레이시아 등 ASEAN 기자들이 주축이 되어 ‘진실∙공정보도와 언론자유 수호를 통한 세계평화’를 기치로 발족된 기구. 대한민국 서울에 사무국을 두고 있으며 2010년 7월 문화체육관광부로부터 사단법인(이사장 김학준) 인가를 받았다.

## 회원국
인종, 민족, 국가, 종교 및 이념을 초월해 다양한 의견을 존중하며 설립 취지에 동의하는 권역 이외에 언론인들에게도 문호가 개방되어 있다. 2010년도 현재 한국, 중국, 일본, 인도, 베트남, 터키 등 아시아∙태평양 지역의 정회원국 36개국과 미국, 브라질, 남아공 등 준회원국 10개국이 있다.

## 회장단
초대 회장은 이상기 전 한국기자협회장(전 한겨레신문 기자)이며, 현재는 Ivan Lim, 전 싱가포르 The Straits Times 선임기자가 맡고 있다. 부회장에는 Xu Bao Kang(중국), Norila Mohd Daud(말레이시아), Dolgor Chuluunbaatar(몽골), Eddy Suprapto(인도네시아), Bishnu Nisthuri(네팔), Kang Seok-Jae(한국) 기자 등이 있다. 2003년도 노벨 평화상 수상자 시린 에바디(Shirin Ebadi) 변호사, 산악인 엄홍길, 축구감독 홍명보, 탤런트 박상원, 몽골의 인기 가수 디볼드 등이 홍보 대사로 활동 중이다.

## 주요활동
주요 활동으로는 정기총회, AJA포럼, 언론자유 수호 및 기자보호, 권역 내 불균형 해소를 위한 봉사와 연대, 온∙오프라인 매체 발간, AJA 언론상 및 아시아를 빛낸 기업상 시상 등이 있다. 그 동안 AJA 언론상 수상자는 네팔기자연맹(2006), 故 나가이 겐지 AFP 사진기자(2007), 중국 환경일보(2008), 필리핀 탐사저널리즘센터(2009) 등이며 공로상은 인도의 Bhatia Brajesh(2008), 안병찬 언론인권센터 이사장(2009)이, 그리고 2009년 처음 제정된 아시아를 빛낸 기업상은 삼성전자가 수상했다. 또한 사진 저작권 기증 캠페인 ‘포토천사'와 각계각층의 도전자를 찾아서 격려하는 ‘치어 챌린지(Cheer Challenge)’, 아시아 각국 환경 및 역사문화탐방 등도 아시아기자협회의 주요 활동이다.